# Dithecodes ornithospila
Dithecodes ornithospila là một loài bướm đêm trong họ Geometridae.